# Intelligenskvotient
En intelligenskvotient (forkortet IQ) er en score, som stammer fra anvendelse af standardiserede tests beregnet til at vurdere den menneskelige intelligens. Forkortelsen IQ blev opfundet af psykologen William Stern fra den tyske term Intelligenz-Quotient, hans betegnelse for en scoringsmetode til intelligenstest. Definitionen af IQ angiver, at det hyppigst forekommende intelligensniveau i en population er normalfordelt omkring en gennemsnitlig værdi, typisk 100, og de øvrige værdier er fordelt med en standardafvigelse på 15, 16 eller 24, alt efter hvilken skala man bruger. Standardafvigelse 15 er den mest brugte, og efter den skala har to procent af befolkningen en IQ på 130 eller derover.
Ifølge undersøgelser synes IQ-scorer i nogen grad at være forbundet med forældrenes økonomiske status og til en betydelig grad biologiske forældres IQ. Mens arvelighed af IQ er blevet undersøgt i næsten et århundrede, er der stadig debat om betydningen og effekterne af arvelighed.
IQ-scorer anvendes også ofte som indikatorer for uddannelsesmæssige resultater, arbejdspræstationer og indkomst. De bruges også til at studere IQ-fordelingen i populationer og korrelationen mellem IQ og andre variabler. Råscoren for flere forskellige befolkningers gennemsnitlige IQ har været stigende siden begyndelsen af det 20. århundrede med en hastighed, der kan skaleres til omkring tre IQ-point per årti, et fænomen kaldet Flynn-effekten. Undersøgelse af forskellige mønstre af stigninger i delprøve-scoringer kan også oplyse aktuel forskning i den menneskelige intelligens.
IQ-scorer anvendes også til at vurdere graden af udviklingshæmning i individer, hvor en IQ på under 70 typisk ses som et tilfælde af lettere debilitet. Der er sociale foreninger til folk med IQ-scorer i et specifikt interval, såsom Mensa, der kun optager folk med en IQ i de øverste to procent.

## Historie

### Forløbere til IQ-test
Den engelske statistiker Francis Galton lavede det første forsøg på at lave en standardiseret test for bedømmelse af en persons intelligens. Som en pioner indenfor psykometrik og brugen af statistiske metoder til undersøgelse af menneskelig forskellighed og studiet af arvelighed af menneskelige træk troede han, at intelligens langt hen ad vejen var et produkt af arvelighed (med dette mente han ikke gener, selvom han udviklede flere teorier om arvelighed før Mendel). Hans hypotese var, at der skulle eksistere en korrelation mellem intelligens og andre ønskede træk såsom reflekser, muskelgreb og hovedstørrelse. Han startede det første center i verden for mental-testning i 1882 og udgav i 1883 bogen Inquiries into Human Faculty and Its Development, hvor han gennemgik sine teorier. Efter indsamling af data om en række fysiske variabler, var han dog ikke i stand til at vise en sådan sammenhæng, og han opgav til sidst denne forskning.
Den franske psykolog Alfred Binet havde sammen med Victor Henri og Théodore Simon mere succes i 1905, hvor de udgav Binet-Simon testen, som fokuserede på verbale evner. Testen havde til hensigt at skulle identificere psykiske handicap hos skolebørn.
Scoren på en Binet-Simonskala skulle vise barnets "mentale alder". For eksempel ville et seks år gammelt barn, der klarede alle de opgaver, andre seks årige også klarede - men intet derudover - have en mental alder, der svarede til barnets alder, altså seks år. Binet mente dog, at intelligens som fænomen var mangesidet. Ifølge Binets synspunkt var skalaen begrænset, og han understregede, at han så en stor forskellighed inden for intelligens og fandt et behov for at studere fænomenet kvalitativt frem for kvantitativt.
Den amerikanske psykolog Henry H. Goddard udgav en oversættelse af testen i 1910. Efterfølgende udkom en revideret udgave i 1916 udgivet af Lewis Terman, der resulterede i en test med den såkaldte Stanford-Binet intelligensskala. Den blev den mest anvendte test i USA i årtier.

### Generel faktor (g)
De mange forskellige former for IQ-tests anvender en bred vifte af metoder. Nogle tests er visuelle, nogle er verbale, nogle tests bruger kun abstrakte opgaver, og nogle tests koncentrerer sig om matematik, fysisk billedsprog, læsning, ordforråd, hukommelse eller almen viden.
Den britiske psykolog Charles Spearman lavede i 1904 den første faktoranalyse af korrelationer mellem forskellige tests. Han observerede, at børns præstationer i tilsyneladende urelaterede skoleemner var positivt korreleret, og mente, at årsagen til disse korrelationer, reflekterede indflydelse af en underliggende generel mental evne, der havde effekt på alle former for mentale tests. Han foreslog at alle mentale evner kunne visualiseres med en enkelt generel evnefaktor og et stort antal små opgavespecifikke evnefaktorer. Spearman navngav den g for "generel faktor" og kaldte de specifikke evnefaktorer s. I enhver samling af IQ-tests er den bedste måling af g den test, som har den højeste korrelation med alle de andre tests. De fleste af disse g-fyldte tests involverer typisk abstrakte opgaver. Derfor betragter både Spearman og andre g som essensen af intelligens.
Mange psykometrikere accepterer i princippet dette argument. Nutidens faktormodeller af intelligens repræsenterer typisk en persons kognitive evner som et hierarki med tre niveauer, hvor et stort antal små faktorer er nederst i hierarkiet, en håndfuld brede, mere generelle forhold på det mellemliggende niveau, og i spidsen en enkelt faktor g, som repræsenterer en fælles varians for alle kognitive opgaver. Denne opfattelse er imidlertid ikke universelt accepteret: andre faktoranalyser af data med forskellige resultater er mulige. Nogle psykometrikere betragter g som et statistisk artefakt. Den mest anvendte test til måling af g er Ravens Progressive Matricer, som er en visuel test.

### USA's rekruttering under første verdenskrig
Under første verdenskrig var det nødvendigt med en måde til at vurdere og fordele hærens rekrutter til relevante opgaver. Dette førte til den hurtige udvikling af flere psykiske tests. Efter krigen bidrog positiv omtale af hærens psykologiske testning til at gøre psykologi til et respekteret fag. Efterfølgende var der en stor vækst i beskæftigelsen og finansiering af psykologi i USA. Gruppeintelligenstest blev udviklet og blev udbredt i skoler og industri.
L.L. Thurstone argumenterede for en model af intelligens, der omfattede syv uafhængige faktorer (verbal forståelse, ord-talefærdighed, nummerfacilitet, rumlig visualisering, associativ hukommelse, perceptuel hastighed, ræsonnement og induktion). Selvom den ikke blev populær, påvirkede den senere teorier.
David Wechsler producerede den første version af sin test i 1939. Efterhånden blev den mere populær og overhalede Binet i 1960'erne. Den er blevet revideret flere gange, som det er almindeligt for IQ-tests til at optage ny forskning. En forklaring er, at psykologer og pædagoger ønskede mere information end den enkelte score fra Binet. Wechslers 10+ delprøver muliggjorde dette. En anden er, at Binet fokuserede på verbale evner, mens Wechsler også omfattede ikke-verbale evner. Binet-testen er nu blevet revideret flere gange og ligner nu Wechsler i flere aspekter, men Wechsler er fortsat den mest populære test i USA.

### Cattell-Horn-Carroll teorien
Raymond Cattell foreslog to typer af kognitive evner i en revision af Spearmans koncept om generel intelligens. Flydende intelligens (Gf) blev antaget som evnen til at løse nye problemer ved at bruge ræsonnement, og krystalliseret intelligens (Gc) blev antaget som en videnbaseret evne, der var meget afhængig af uddannelse og erfaring. Desuden blev det antaget at flydende intelligens faldt med alderen, mens krystalliseret intelligens blev antaget til at være stort set statisk. Teorien blev næsten glemt, men blev genoplivet af hans elev John L. Horn (1966), som senere argumenterede for at Gf og GC var kun to blandt flere faktorer, og han identificerende til sidst 9 eller 10 brede evner. Teorien fortsatte med at blive kaldt Gf-Gc teorien.
John B. Carroll (1993) foreslog efter en omfattende reanalyse af tidligere data tre-stratumteorien, som er en hierarkisk model med tre niveauer. Det nederste lag består af smalle evner, der er højt specialiserede (fx induktion, stavningsevne). Det andet lag består af brede evner. Carroll udpegede otte evner i anden stratum. Carroll accepterede Spearmans koncept om generel intelligens, for det meste, som en repræsentation af det øverste, tredje lag.
I 1999 har en sammensmeltning af Cattell og Horns Gf-Gc teori med Carrolls Tre-Stratum teori ført til Cattell-Horn-Carroll teorien. Det har i høj grad påvirket mange af de nuværende brede IQ-test. Det hævdes, at dette afspejler meget af det man ved om intelligens fra forskning. Et hierarki af faktorer anvendes, hvor g er øverst. Under det er 10 brede evner, som igen er opdelt i 70 smalle evner. De brede evner er:
- Flydende intelligens (Gf) omfatter den brede evne til at ræsonnere, danne begreber, og løse problemer ved hjælp af ukendte oplysninger eller nye procedurer.
- Krystalliseret intelligens (Gc) omfatter bredden og dybden af en persons erhvervede viden, evnen til at kommunikere sin viden, og evnen til at ræsonnere ved hjælp af tidligere lærte erfaringer eller procedurer.
- Kvantitative ræsonnement (Gq) er evnen til at forstå kvantitative begreber og relationer, og at manipulere numeriske symboler.
- Læsning og skrivningsevne (Grw) indeholder grundlæggende læse- og skrivefærdigheder.
- Korttidshukommelse (Gsm) er evnen til at opfatte og holde information i umiddelbar bevidsthed, og derefter bruge det i løbet af få sekunder.
- Langsigtet opbevaring og genfinding (Glr) er evnen til at lagre information og flydende hente det senere ved at tænke.
- Visuel forarbejdning (Gv) er evnen til at opfatte, analysere, syntetisere, og tænke i visuelle mønstre, herunder evnen til at gemme og huske visuelle fremstillinger.
- Auditiv bearbejdning (Ga) er evnen til at analysere, syntetisere og diskriminere lydmæssige stimuli, herunder evnen til at behandle og skelne talelyde, som kan præsenteres under fordrejede omstændigheder.
- Behandlingshastighed (Gs) er evnen til at udføre automatiske kognitive opgaver, især når der måles under pres for at opretholde fokuseret opmærksomhed.
- Afgørelse / reaktionstid / hastighed (Gt) afspejler umiddelbarheden, hvormed en person kan reagere på stimuli eller en opgave (typisk målt i sekunder eller brøkdele af sekunder, det må ikke at forveksles med Gs, som typisk måles i intervaller på 2-3 minutter). Se Mental tidsmåling.

Moderne tests måler ikke nødvendigvis alle disse brede evner. For eksempel kan Gq og Grw ses som foranstaltninger af skoleresultater og ikke IQ. Gt kan være vanskeligt at måle uden specialudstyr. g blev tidligere ofte opdelt i kun Gf og Gc, som blev anset for at svare til de ikke-verbale eller præstations delprøver og verbale delprøver i tidligere versioner af den populære Wechsler IQ-test. Nyere forskning har vist, at situationen er mere kompleks. Moderne omfattende IQ-tests giver ikke længere en enkelt score. Selv om de stadig giver en samlet score, giver de nu også en score for mange af disse mere begrænsede evner og identificerer særlige styrker og svagheder i en person.

## Opbygning og pålidelighed
IQ er ordinalt skaleret, hvilket betyder, at selvom én standardafvigelse er 15 point og to standardafvigelser er 30 point og så videre er det ikke ensbetydende med, at mentale evner er lineært relateret til IQ således, at en intelligenskvotient på 50 betyder halvdelen af den kognitive evne af en IQ på 100. IQ-scorer kan derved heller ikke tolkes som procentpoint.
Omkring 95 % af befolkningen har scoringer inden for to standardafvigelser (SD) fra middelværdien. Hvis en standardafvigelse er 15 point, som er almindeligt i næsten alle moderne tests, så befinder 95 % af befolkningen sig inden for et interval fra 70 til 130 og 98 % er under 131.
Der er en række forskellige IQ-tests i brug i den engelsktalende verden. De mest almindeligt anvendte individuelle IQ-tests er Wechsler Intelligens Skala for voksne og Wechsler Intelligens skala for børn som er i skolealderen. Andre almindeligt anvendte individuelle IQ-tests (hvoraf nogle ikke mærker deres standardscorer som "IQ") indeholder de nuværende versioner af Stanford-Binet, Ravens Progressive Matricer, Kaufman Assessment Battery for børn, Cognitive Assessment System, og Differential Ability Scales.
Psykometrikere anser generelt IQ-tests som at have en høj statistisk pålidelighed. En høj pålidelighed indikerer, at selvom testtagere måske kan have varierende scorer når de tager testen på forskellige tidspunkter, vil testene være omkring det samme over tid. Ligesom alle andre statistiske mængder, har en given vurdering af IQ en tilhørende standardfejl. For de fleste moderne IQ-tests ligger målefejlene på omkring tre IQ-point. Kliniske psykologer anser generelt IQ for at have en tilstrækkelig statistisk gyldighed til brug til mange kliniske formål, såsom til at vurdere graden af udviklingshæmning i individer.

## Flynn-effekten
Siden begyndelsen af det 20. århundrede er råscoren på IQ-tests steget i de fleste dele af verden. Når en ny version af en IQ-test er normeret, er standardscoringen for gennemsnitlig IQ for en population sat til 100. Fænomenet med stigende råscorer betyder, at hvis testtagerne har scoret en konstant standardscoring, har IQ-testresultaterne været stigende med en gennemsnitlig hastighed på omkring tre IQ-point per årti. Dette fænomen blev navngivet Flynn-effekten i bogen The Bell Curve efter James Flynn, der gjorde mest for at gøre psykologer opmærksom på fænomenet.
Forskere har udforsket spørgsmålet om, hvorvidt Flynn-effekten er lige så stærk for alle former for IQ-tests, om effekten kan være endt i nogle udviklede nationer, om der er forskelle i effekten i forhold til forskellige sociale grupper og hvad årsagerne til effekten kan være. En undersøgelse fra lærebogen IQ and Human Intelligence (1998) af N.J. Mackintosh bemærkede, at før Flynn offentliggjorde sine undersøgelser, troede mange psykologer fejlagtigt, at dysgeniske tendenser gradvist reducerede niveauet af intelligens i den almindelige befolkning. De troede muligvis også, at miljøfaktorer ikke kunne have en stærk effekt på IQ. Mackintosh bemærkede, at Flynns observationer har forårsaget megen ny forskning i psykologi og "nedbrød nogle længe nærede overbevisninger, og forårsagede en række andre interessante spørgsmål undervejs."
Foreslåede forklaringer har inkluderet bedre ernæring, en tendens til mindre familier, bedre uddannelse, mere kompleks miljø, og forekomsten af genetisk bedre afkom fra mere blanding af gener. Et andet forslag er en gradvis forbedring af testtagernes færdigheder. Flynn-effekten har været for hurtig til genetisk forandring kan være årsagen.

## Alder
IQ-scorer kan ændre sig til en vis grad i løbet af barndommen. Dog fandt en langvarig undersøgelse, at den gennemsnitlige IQ-scorer til test ved alderen 17 og 18 er korreleret til r = 0,86 med de gennemsnitlige scorer på test i alderen fem, seks og syv og r = 0,96 med de gennemsnitlige scoringer af test for alderen 11, 12 og 13.
En række undersøgelser omkring IQ og aldring har været gennemført siden den første version af Wechsler Intelligensskala henledte opmærksomheden på IQ-forskelle i forskellige aldersgrupper af voksne. Den nuværende konsensus er, at flydende intelligens generelt falder med alderen efter den tidlige voksenalder, mens krystalliseret intelligens forbliver intakt. Begge kohorte-effekter (fødselsår af test-tager) og praksis virkninger (test-tager tager den samme form for IQ-test mere end én gang) skal styres for at opnå præcise oplysninger. Det er uvist, om en livsstilsintervention kan bevare flydende intelligens ind i ældre aldersgrupper.
Den nøjagtige alder for højdepunktet for flydende og krystalliseret intelligens forbliver ukendt. Nogle undersøgelser viser, at især flydende intelligens topper ved en relativt lav alder, oftest i den tidlige voksenalder, mens andre undersøgelser har fundet, at intelligens er stabil indtil midten af voksenalderen eller senere. Efterfølgende synes intelligens at falde langsomt.

## Genetik og miljø
Miljømæssige og genetiske faktorer spiller begge roller mht. at bestemme IQ. Deres relative effekt har været baggrund for megen forskning og debat.

### Arvelighed
Arvelig er defineret som den proportion af variationen i et træk, som kan henføres til at være genotype indenfor en defineret befolkning i et bestemt miljø. En række punkter skal overvejes ved fortolkningen af arvelighed. Arvelighed måler andelen af variation i et træk, der kan henføres til gener, og ikke den del af en træk forårsaget af gener. Værdien af arvelighed kan ændre sig, hvis virkningen af miljøet (eller af gener) i befolkningen i væsentlig grad ændres. En høj arvelighed af et træk betyder ikke, at miljøeffekter såsom indlæring ikke er involveret. Siden arvelighed stiger i barndommen og ungdommen bør man være forsigtig med, at drage konklusioner vedrørende dets rolle i genetik og miljø fra undersøgelser, hvor deltagerne ikke er fulgt indtil de er voksne.
Tvillingeforskning har fundet arveligheden af IQ hos voksne tvillinger til, at være 0,7 til 0,8 og 0,45 i børne-tvillinger i den vestlige verden. Estimeringer af arvelighed i barndommen er så lave som 0,2, omkring 0,4 midt i barndommen og så højt som 0,8 i voksenalderen. Den generelle estimering af arvelighed af IQ er omkring 0,5 på tværs af flere undersøgelser i forskellige befolkningsgrupper. Debat er i gang om, hvorvidt disse estimater af arvelighed er for høje på grund af utilstrækkelig hensyntagen til forskellige faktorer såsom, at miljø er relativt vigtigere i familier med lav socioøkonomisk status, eller effekten af fosterets miljø.

### Delt familiemiljø
Familiemedlemmer har aspekter af miljø tilfælles (f.eks. forhold af hjem). Denne delte miljøeffekt udgør 0,25-0,35 af variationen i IQ i barndommen. I slutningen af ungdomsårene er den ganske lav (nul i nogle undersøgelser). Disse undersøgelser har dog ikke set på virkningerne af ekstreme miljøer, såsom i voldsramte familier.

### Udelt familiemiljø og miljø uden for familien
Selvom forældre behandler deres børn forskelligt, forklarer sådan forskellige behandling kun en lille mængde af den udelte miljømæssige indflydelse. Et forslag er, at børn reagerer forskelligt på det samme miljø på grund af forskellige gener. Mere sandsynlige påvirkninger kan være effekten af jævnaldrende og andre erfaringer uden for familien.

### Gener
En meget stor del af de over 17.000 menneskelige gener menes at have en virkning på udviklingen og funktionalitet af hjernen. Selv om der er blevet rapporteret, at en række individuelle gener er forbundet med IQ, har ingen en stærk sammenhæng. Dertil har ingen forsøg som har vist en stærk genetisk effekt på IQ blevet replikleret. De fleste rapporterede sammenhænge mellem gener og intelligens er falske positive resultater. Nylige fund af gener associeret med normalt varierende intelligens hos voksne, viser fortsat svage effekter i forhold til hvilket som helst gen, ligeledes hos børn.

### Interaktion mellem gener og miljø
En interaktion af genetiske effekter med socioøkonomisk status er ofte observeret, således at arvelighed er høj i familier af høj socioøkonomisk status, men meget lavere i familier af lav socioøkonomisk status. Dette er blevet replikeret i spædbørn, børn og unge i USA, men ikke uden for USA, for eksempel blev et omvendt resultat rapporteret i Storbritannien.
Dickens og Flynn (2001) argumenterer for, at gener for høj IQ initierer miljøudformende feedback, da genetiske effekter forårsager, at kloge børn opsøger mere stimulerende miljøer, der yderligere kan øge IQ. I deres model falder miljøeffekter over tid (modellen kan tilpasses til at omfatte mulige faktorer, såsom ernæring i den tidlige barndom, som kan forårsage varige virkninger). Flynn-effekten kan forklares ved et generelt mere stimulerende miljø for alle mennesker. Forfatterne foreslår, at programmer, der sigter på at øge IQ ville være mest tilbøjelig til at producere langsigtede IQ forøgelser, hvis de forårsagede, at børn fortsætter med at opsøge kognitivt krævende erfaringer.

## Sociale korrelationer

### Skoleresultater
I en undersøgelse fra den amerikanske psykologforening, kaldet intelligence knowns and unknowns, nævnes det, at korrelationen imellem skoleelevers IQ-scorer og deres skolekarakterer er fundet til at være omkring 0,5 (eller 25 % af variansen). Dette betyder, at børn med en høj score på intelligenstests har en tendens til, at lære mere om, hvad der undervises om i skolen end deres lavere scorende jævnaldrende. Opnåelse af gode karakterer afhænger dog af mange andre faktorer end IQ, såsom "vedholdenhed, interesse i skolen, og vilje til at studere". Ifølge den samme rapport er sammenhængen imellem IQ og antal år af uddannelse omkring 0.55, hvilket betyder, at IQ-scorer forklarer 30 % af forskelle i antal uddannelsesår.

### Indkomst
Sammenhængen mellem IQ og indkomst er typisk fundet til, at være en moderat korrelation på 0,4 (en sjettedel eller 16 % af variansen). Forholdet stiger med alderen og topper ved midaldrende, når folk har nået deres maksimale potentiale i deres karriere. Charles Murray, medforfatter af The Bell Curve fandt, at IQ har en væsentlig effekt på gennemsnitlig indkomst selvstændigt af familiebaggrund. Det er blevet foreslået at det "økonomisk set ser det ud til, at IQ-scorer måler noget med faldende marginal værdi. Det er vigtigt at have nok af det, men at have massere køber dig ikke så meget." Forholdet mellem IQ og rigdom er meget mindre kraftig end imellem IQ og arbejdspræstation. Nogle undersøgelser tyder på, at IQ er urelateret til nettoformue.
En undersøgelse fra 2002 undersøgte yderligere virkningen af andre faktorer på indkomst end IQ og konkluderede, at en persons placering, arvet rigdom, race, og skolegang er vigtigere som faktorer til determinering af indkomst end IQ.

### Kriminalitet
En amerikansk undersøgelse nævner at sammenhængen mellem IQ og kriminalitet er fundet til at være en lav korrelation på -0,2. En korrelation på r=0,2 betyder, at den forklarede varians er 4 %.
I Bogen Handbook of Crime Correlates fra 2009 nævnes det at undersøgelser har fundet, at omkring otte IQ-point, separerer kriminelle fra den almindelige befolkning, især for vedvarende alvorlige lovovertrædelser. Det er blevet foreslået, at dette blot afspejler, at "kun de dumme bliver fanget", men der er ligeledes en negativ sammenhæng mellem IQ og selv-rapporterede overtrædelser.
En undersøgelse fra USA omkring forholdet mellem gennemsnitlig IQ for amerikanske amter og gennemsnitlig kriminalitet i disse fandt, at højere gennemsnitlige IQ var forbundet med lavere niveauer af indbrud, tyveri, biltyveri, voldelig kriminalitet, røveri og groft overfald."

### Andre korrelationer
En meta-analyse af 63 forskellige undersøgelser om korrelationen mellem religiøsitet og IQ, fandt en lav invers korrelation mellem IQ og religiøsitet på -0,2 (derved 4 % af variansen). Korrelationen for de fleste variabler for "negativt udfald" er typisk mindre end 0,2, hvilket betyder, at forklaret varians er mindre end 4 %.

## Hjerneanatomi
Majoriteten af MR-skanninger viser lave til moderate korrelationer på 0,3 til 0,4 (9 % til 16 % af variansen respektive) imellem hjernestørrelse relativt til kropstørrelse og IQ. De mest vedholdende sammenhænge observeres i de frontale, temporale og parietale lapper, hippocampus og lillehjernen, men udgør kun en relativt lille mængde af varians i IQ, hvilket antyder, at mens hjernens størrelse kan være relateret til den menneskelige intelligens, spiller andre faktorer også en rolle. Dertil har hjernestørrelse ikke en stærk korrelation med andre og mere specifikke kognitive målinger. Hos mænd korrelerer IQ mest med volumen af grå substans i frontallappen og paritallappen, som primært er involveret i sanseintegration og opmærksomhed, mens IQ hos kvinder korrelerer med volumen af grå substans i frontallappen og Brocas området, som er involveret i sprog. Andre neurofysiologiske faktorer som er fundet til, at korrelere med IQ omfatter størrelsen og formen af frontallappen, aktivitetsniveauet af forskellige dele af hjernen, mængden af blod og kemisk aktivitet i frontallappen, den samlede tykkelse af hjernebarken og glukosestofskiftet.

## Reaktionstid
Undersøgelser har fundet mellemstore korrelationer imellem reaktionstid og IQ. Der er således en tendens til at personer med en højere IQ har en hurtigere reaktionstid. Sammenhængen mellem simpel reaktionstid og IQ er gennemsnitligt omkring r=-0,31, med en tendens til større sammenhænge mellem reaktionstids-teste med flere valgmuligheder, som giver en korrelation med IQ på op til r=-0,5.

## Højeste IQ'er målt nogensinde[76]
1. William James Sidis: IQ 250+
2. Johann Wolfgang von Goethe: IQ 210
3. Garry Kasparov: IQ 190
4. Leonardo Da Vinci: IQ 180
5. Marilyn Vos Savant (en): IQ 178

## Kritik
IQ er det mest undersøgte forsøg på måling af intelligens og langt den mest udbredte i praktiske omgivelser. Selvom IQ forsøger at måle visse forestillinger om intelligens, kan det ikke fungere som en nøjagtig måling af "intelligens" i bredeste forstand. IQ-tests undersøger kun bestemte områder indeholdt i begrebet "intelligens" og tager ikke højde for visse områder, som også er forbundet med "intelligens" såsom kreativitet, eller følelsesmæssig intelligens.
De fleste kritikere af IQ fornægter ikke stabiliteten af IQ-testresultater eller det faktum, at de forudsiger visse former for præstation relativt effektivt. De hævder dog, at basere konceptet intelligens på IQ-prøveresultater alene er, at ignorere mange vigtige aspekter af mentale evner. Andre kritikere af IQ er oftest tilhængere af teorien om de mange intelligenser, som ser menneskelig intelligens som værende bestående af flere selvstændige mentale evner frem for en enkelt bred mental evne, som kan opgøres på en IQ-tests normalfordeling.